# Žatecký Gus
Žatecký Gus je ruské světlé pivo plzeňského typu, vyráběné společností Baltika Breweries – člen skupiny Carlsberg. Název piva odkazuje na tradici žateckého chmele, který je do piva přidáván. Pivo je prodáváno v zemích bývalého Sovětského svazu. Je dostupné i v Česku – např. v hypermarketech obchodního řetězce Tesco. Přestože se jedná o ruský výrobek, bývá prezentováno jako tradiční české pivo; jeho název je uváděn vždy v latince a reklamy na pivo jsou namluvené náznakem na češtinu, ale ve skutečnosti používají pseudo česká slova (např. "chorošečno" ve smyslu skvělé/dobré).
Na ruském trhu bylo toto pivo poprvé uvedeno v roce 2009. Rozšířeno bylo později i na Ukrajinu a do dalších zemí.